# Campeonato Europeu de Atletismo em Pista Coberta de 2017 - Pentatlo feminino

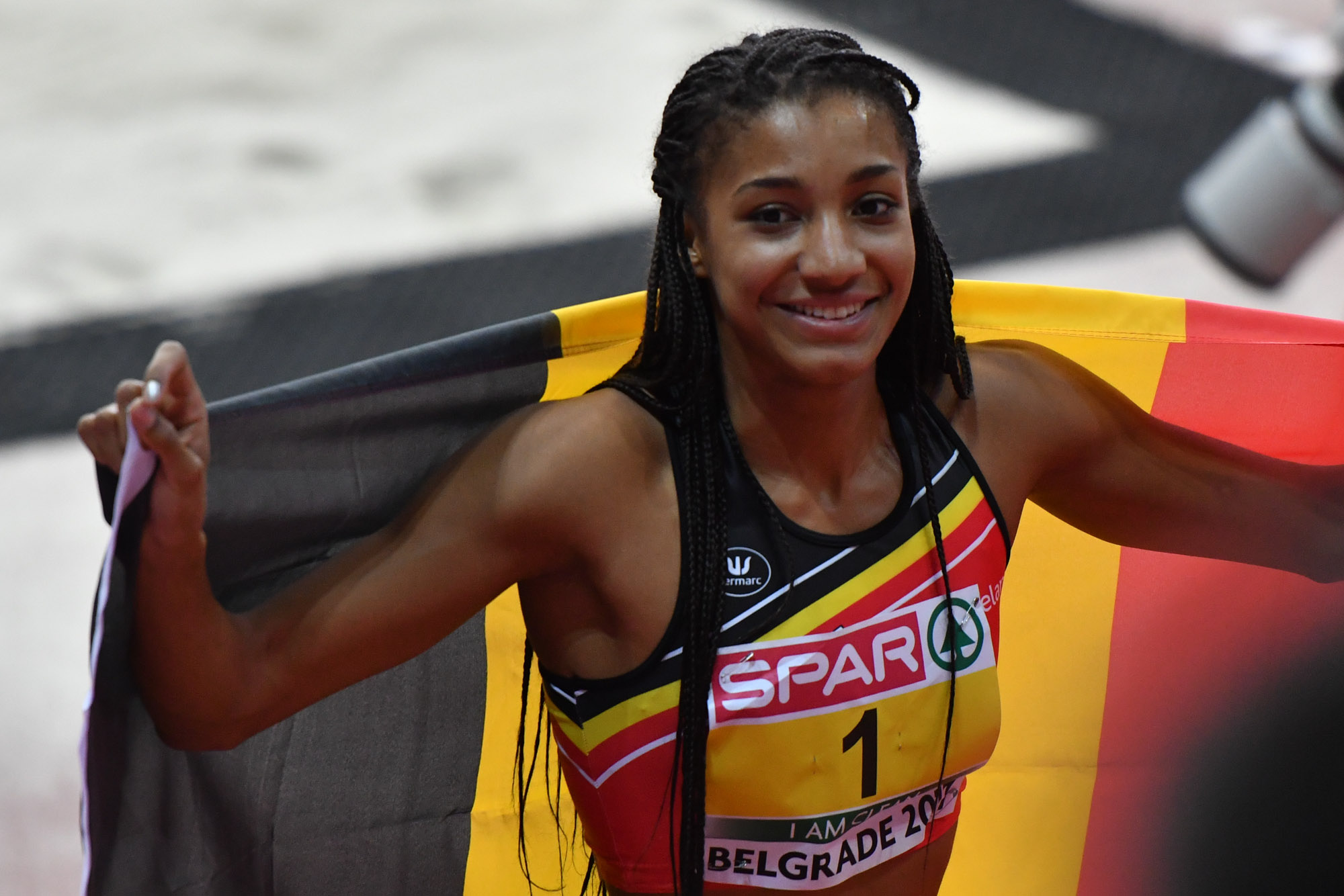
Nafissatou Thiam durante o Campeonato Europeu de Atletismo Indoor de 2017

A prova do pentatlo feminino do Campeonato Europeu de Atletismo em Pista Coberta de 2017 foi disputada no dia 3 de março de 2017 na Arena Kombank em Belgrado,  na Sérvia. 

## Recordes
Antes desta competição, os recordes mundiais e do campeonato nesta prova eram os seguintes:
|                       | Nome                      | Nacionalidade | Pontos   | Local    | Data               |
| --------------------- | ------------------------- | ------------- | -------- | -------- | ------------------ |
| Recorde mundial       | Natallia Dobrynska        | Ucrânia       | 5013 pts | Istambul | 9 de março de 2012 |
| Recorde do campeonato | Katarina Johnson-Thompson | Reino Unido   | 5000 pts | Praga    | 6 de março de 2015 |
| Recorde europeu       | Natallia Dobrynska        | Ucrânia       | 5013 pts | Istambul | 9 de março de 2012 |

## Medalhistas
| Ouro                   | Prata             | Bronze                         |
| Nafissatou Thiam (BEL) | Ivona Dadic (AUT) | Györgyi Zsivoczky-Farkas (HUN) |

## Cronograma
Todos os horários são locais (UTC+2).
| Data       | Hora  | Evento                  |
| ---------- | ----- | ----------------------- |
| 3 de março | 9:30  | 60 metros com barreiras |
| 3 de março | 10:20 | Salto em altura         |
| 3 de março | 13:15 | Arremesso de peso       |
| 3 de março | 16:35 | Salto em distância      |
| 3 de março | 18:55 | 800 metros              |

## Resultados

### 60 metros com barreiras
A prova foi realizada às 9:30 no dia 3 de março. 
| Posição | Bateria | Raia | Atleta                   | Nacionalidade | Tempo | Notas                | Pontos |
| ------- | ------- | ---- | ------------------------ | ------------- | ----- | -------------------- | ------ |
| 1       | 2       | 4    | Nafissatou Thiam         | Bélgica       | 8.23  | Recorde pessoal      | 1077   |
| 2       | 2       | 5    | Xénia Krizsán            | Hungria       | 8.30  | Recorde pessoal      | 1061   |
| 3       | 2       | 6    | Esther Turpin            | França        | 8.34  | Recorde pessoal      | 1052   |
| 4       | 2       | 3    | Nadine Broersen          | Países Baixos | 8.42  |                      | 1035   |
| 5       | 2       | 2    | Ivona Dadic              | Áustria       | 8.45  | Recorde pessoal      | 1028   |
| 6       | 2       | 7    | Verena Preiner           | Áustria       | 8.45  |                      | 1028   |
| 7       | 2       | 8    | Györgyi Zsivoczky-Farkas | Hungria       | 8.47  | Recorde da temporada | 1024   |
| 8       | 1       | 6    | Lecabela Quaresma        | Portugal      | 8.52  | Recorde da temporada | 1013   |
| 9       | 1       | 5    | Lucia Slaničková         | Eslováquia    | 8.60  | Recorde pessoal      | 995    |
| 10      | 2       | 1    | Caroline Agnou           | Suíça         | 8.61  |                      | 993    |
| 11      | 1       | 3    | Laura Arteil             | França        | 8.75  |                      | 963    |
| 12      | 1       | 7    | Yana Maksimava           | Bielorrússia  | 8.85  |                      | 941    |
| 13      | 1       | 2    | Bianca Salming           | Suécia        | 8.87  |                      | 937    |
| 14      | 1       | 8    | Alina Shukh              | Ucrânia       | 8.99  |                      | 912    |
| 15      | 1       | 4    | Hanna Haradskaya         | Bielorrússia  | DSQ   |                      | 0      |

### Salto em altura
A prova foi realizada às 10:20 no dia 3 de março. 
| Posição | Atleta                   | Nacionalidade | 1.57 | 1.60 | 1.63 | 1.66 | 1.69 | 1.72 | 1.75 | 1.78 | 1.81 | 1.84 | 1.87 | 1.90 | 1.93 | 1.96 | 1.99 | Resultados | Pontos | Notas                 | Total |
| ------- | ------------------------ | ------------- | ---- | ---- | ---- | ---- | ---- | ---- | ---- | ---- | ---- | ---- | ---- | ---- | ---- | ---- | ---- | ---------- | ------ | --------------------- | ----- |
| 1       | Nafissatou Thiam         | Bélgica       | –    | –    | –    | –    | –    | –    | –    | –    | –    | o    | o    | xo   | o    | xo   | xxx  | 1.96       | 1184   | Recorde do campeonato | 2261  |
| 2       | Yana Maksimava           | Bielorrússia  | –    | –    | –    | –    | –    | o    | o    | o    | o    | xxo  | xxo  | xxx  |      |      |      | 1.87       | 1067   |                       | 2008  |
| 3       | Ivona Dadic              | Áustria       | –    | –    | –    | o    | o    | xo   | xo   | xo   | xxo  | xo   | xxo  | xxx  |      |      |      | 1.87       | 1067   | Recorde pessoal       | 2095  |
| 4       | Alina Shukh              | Ucrânia       | –    | –    | –    | –    | –    | –    | xo   | o    | xo   | xo   | xxx  |      |      |      |      | 1.84       | 1029   |                       | 1941  |
| 5       | Bianca Salming           | Suécia        | –    | –    | –    | –    | –    | –    | o    | o    | o    | xxx  |      |      |      |      |      | 1.81       | 991    |                       | 1928  |
| 6       | Györgyi Zsivoczky-Farkas | Hungria       | –    | –    | –    | o    | o    | o    | o    | o    | xo   | xxx  |      |      |      |      |      | 1.81       | 991    | Recorde da temporada  | 2015  |
| 7       | Hanna Haradskaya         | Bielorrússia  | –    | –    | –    | –    | –    | o    | xo   | xo   | xo   | xxx  |      |      |      |      |      | 1.81       | 991    |                       | 991   |
| 8       | Nadine Broersen          | Países Baixos | –    | –    | –    | –    | xo   | o    | xo   | xo   | xo   | xxx  |      |      |      |      |      | 1.81       | 991    | Recorde da temporada  | 2026  |
| 9       | Xénia Krizsán            | Hungria       | –    | –    | o    | xo   | o    | o    | xo   | o    | xxo  | xxx  |      |      |      |      |      | 1.81       | 991    | Recorde pessoal       | 2052  |
| 10      | Lucia Slaničková         | Eslováquia    | –    | o    | o    | o    | o    | o    | o    | o    | xxx  |      |      |      |      |      |      | 1.78       | 953    | Recorde pessoal       | 1948  |
| 11      | Lecabela Quaresma        | Portugal      | –    | xo   | o    | xo   | o    | o    | xxo  | xxo  | xxx  |      |      |      |      |      |      | 1.78       | 953    | Recorde pessoal       | 1966  |
| 12      | Verena Preiner           | Áustria       | o    | o    | o    | o    | o    | xo   | xxx  |      |      |      |      |      |      |      |      | 1.72       | 879    |                       | 1907  |
| 13      | Caroline Agnou           | Suíça         | –    | o    | o    | o    | o    | xxx  |      |      |      |      |      |      |      |      |      | 1.69       | 842    |                       | 1835  |
| 14      | Esther Turpin            | França        | o    | o    | o    | xxo  | xo   | xxx  |      |      |      |      |      |      |      |      |      | 1.69       | 842    |                       | 1894  |
| 15      | Laura Arteil             | França        | o    | o    | o    | xxx  |      |      |      |      |      |      |      |      |      |      |      | 1.63       | 771    |                       | 1734  |

### Arremesso de peso
A prova foi realizada às 13:15 no dia 3 de março. 
| Posição | Atleta                   | Nacionalidade | #1    | #2    | #3    | Resultados | Notas           | Pontos | Total |
| ------- | ------------------------ | ------------- | ----- | ----- | ----- | ---------- | --------------- | ------ | ----- |
| 1       | Nafissatou Thiam         | Bélgica       | 14.11 | 15.29 | 14.62 | 15.29      |                 | 880    | 3141  |
| 2       | Györgyi Zsivoczky-Farkas | Hungria       | 14.95 | 14.28 | 14.92 | 14.95      | Recorde pessoal | 858    | 2873  |
| 3       | Nadine Broersen          | Países Baixos | 14.59 | 14.59 | x     | 14.59      |                 | 833    | 2859  |
| 4       | Laura Arteil             | França        | 13.71 | 13.82 | 14.46 | 14.46      | Recorde pessoal | 825    | 2559  |
| 5       | Lecabela Quaresma        | Portugal      | 14.25 | 13.93 | 13.76 | 14.25      |                 | 811    | 2777  |
| 6       | Xénia Krizsán            | Hungria       | 14.24 | 13.59 | 14.16 | 14.24      |                 | 810    | 2862  |
| 7       | Verena Preiner           | Áustria       | 13.67 | 14.14 | 13.90 | 14.14      |                 | 803    | 2710  |
| 8       | Yana Maksimava           | Bielorrússia  | 13.98 | 13.83 | 14.01 | 14.01      |                 | 795    | 2803  |
| 9       | Ivona Dadic              | Áustria       | 13.81 | 13.93 | 13.78 | 13.93      | Recorde pessoal | 789    | 2884  |
| 10      | Bianca Salming           | Suécia        | 13.30 | 13.59 | x     | 13.59      |                 | 767    | 2695  |
| 11      | Caroline Agnou           | Suíça         | 13.22 | 13.38 | 12.83 | 13.38      |                 | 753    | 2588  |
| 12      | Alina Shukh              | Ucrânia       | x     | 13.22 | 13.13 | 13.22      |                 | 742    | 2683  |
| 13      | Hanna Haradskaya         | Bielorrússia  | 11.44 | 13.12 | x     | 13.12      |                 | 735    | 1726  |
| 14      | Esther Turpin            | França        | 12.14 | x     | 11.53 | 12.14      |                 | 670    | 2564  |
| 15      | Lucia Slaničková         | Eslováquia    | 10.34 | 11.30 | 10.68 | 11.30      | Recorde pessoal | 615    | 2563  |

### Salto em distância
A prova foi realizada às 16:35 no dia 3 de março. 
| Posição | Atleta                   | Nacionalidade | #1   | #2   | #3   | Resultados | Notas                | Pontos | Total |
| ------- | ------------------------ | ------------- | ---- | ---- | ---- | ---------- | -------------------- | ------ | ----- |
| 1       | Ivona Dadic              | Áustria       | 5.98 | 6.41 | 6.38 | 6.41       | Recorde pessoal      | 978    | 3862  |
| 2       | Györgyi Zsivoczky-Farkas | Hungria       | 6.06 | 6.12 | 6.38 | 6.38       | Recorde pessoal      | 969    | 3842  |
| 3       | Nafissatou Thiam         | Bélgica       | 6.23 | 6.37 | 6.23 | 6.37       | Recorde da temporada | 965    | 4106  |
| 4       | Lucia Slaničková         | Eslováquia    | 6.35 | 5.78 | 6.27 | 6.35       | Recorde pessoal      | 959    | 3522  |
| 5       | Nadine Broersen          | Países Baixos | 6.03 | x    | 6.19 | 6.19       | Recorde da temporada | 908    | 3767  |
| 6       | Laura Arteil             | França        | 5.98 | 5.98 | 6.14 | 6.14       | Recorde pessoal      | 893    | 3452  |
| 7       | Xénia Krizsán            | Hungria       | 5.96 | 6.09 | 6.04 | 6.09       |                      | 877    | 3739  |
| 8       | Alina Shukh              | Ucrânia       | x    | 5.90 | 5.88 | 5.90       |                      | 819    | 3502  |
| 9       | Esther Turpin            | França        | 5.84 | 5.88 | x    | 5.88       |                      | 813    | 3377  |
| 10      | Verena Preiner           | Áustria       | 5.86 | 5.79 | 5.63 | 5.86       |                      | 807    | 3517  |
| 11      | Caroline Agnou           | Suíça         | 5.64 | 5.84 | 5.85 | 5.85       |                      | 804    | 3392  |
| 12      | Lecabela Quaresma        | Portugal      | x    | 5.77 | 5.82 | 5.82       |                      | 795    | 3572  |
| 13      | Yana Maksimava           | Bielorrússia  | 5.62 | x    | 5.69 | 5.69       |                      | 756    | 3559  |
| 14      | Bianca Salming           | Suécia        | x    | 5.67 | x    | 5.67       |                      | 750    | 3445  |
| 15      | Hanna Haradskaya         | Bielorrússia  | 5.54 | 5.37 | 5.44 | 5.54       |                      | 712    | 2438  |

### 800 metros
A prova foi realizada às 18:55 no dia 3 de março. 
| Posição | Bateria | Atleta                   | Nacionalidade | Tempo   | Notas                | Pontos |
| ------- | ------- | ------------------------ | ------------- | ------- | -------------------- | ------ |
| 1       | 1       | Verena Preiner           | Áustria       | 2:10.26 | Recorde pessoal      | 961    |
| 2       | 1       | Bianca Salming           | Suécia        | 2:11.44 | Recorde pessoal      | 944    |
| 3       | 2       | Ivona Dadic              | Áustria       | 2:14.13 |                      | 905    |
| 4       | 2       | Xénia Krizsán            | Hungria       | 2:15.08 | Recorde pessoal      | 892    |
| 5       | 1       | Lucia Slaničková         | Eslováquia    | 2:15.40 | Recorde pessoal      | 887    |
| 6       | 2       | Györgyi Zsivoczky-Farkas | Hungria       | 2:15.86 |                      | 881    |
| 7       | 2       | Yana Maksimava           | Bielorrússia  | 2:16.00 | Recorde da temporada | 879    |
| 8       | 1       | Alina Shukh              | Ucrânia       | 2:16.29 | Recorde pessoal      | 875    |
| 9       | 2       | Lecabela Quaresma        | Portugal      | 2:16.49 | Recorde pessoal      | 872    |
| 10      | 1       | Laura Arteil             | França        | 2:18.11 | Recorde pessoal      | 849    |
| 11      | 2       | Nadine Broersen          | Países Baixos | 2:20.63 |                      | 815    |
| 12      | 1       | Caroline Agnou           | Suíça         | 2:23.44 |                      | 777    |
| 13      | 1       | Esther Turpin            | França        | 2:24.29 |                      | 766    |
| 14      | 2       | Nafissatou Thiam         | Bélgica       | 2:24.44 |                      | 764    |
| 15      | 1       | Hanna Haradskaya         | Bielorrússia  | 2:25.26 |                      | 753    |

## Classificação final
| Posição           | Atleta                   | Nacionalidade | Pontos | Notas               |
| ----------------- | ------------------------ | ------------- | ------ | ------------------- |
| Medalha de ouro   | Nafissatou Thiam         | Bélgica       | 4870   | Melhor marca do ano |
| Medalha de prata  | Ivona Dadic              | Áustria       | 4767   | Recorde nacional    |
| Medalha de bronze | Györgyi Zsivoczky-Farkas | Hungria       | 4723   | Recorde pessoal     |
| 4                 | Xénia Krizsán            | Hungria       | 4631   | Recorde pessoal     |
| 5                 | Nadine Broersen          | Países Baixos | 4582   |                     |
| 6                 | Verena Preiner           | Áustria       | 4478   |                     |
| 7                 | Lecabela Quaresma        | Portugal      | 4444   |                     |
| 8                 | Yana Maksimava           | Bielorrússia  | 4438   |                     |
| 9                 | Lucia Slaničková         | Eslováquia    | 4409   | Recorde nacional    |
| 10                | Bianca Salming           | Suécia        | 4389   | Recorde pessoal     |
| 11                | Alina Shukh              | Ucrânia       | 4377   |                     |
| 12                | Laura Arteil             | França        | 4301   | Recorde pessoal     |
| 13                | Caroline Agnou           | Suíça         | 4169   |                     |
| 14                | Esther Turpin            | França        | 4143   |                     |
| 15                | Hanna Haradskaya         | Bielorrússia  | 3191   |                     |

Legenda
| Recorde mundial       | Recorde mundial (World record)               |                       | Recorde africano                      | Recorde africano (African) |                                           | Q | Classificado por posição (Qualified) |
| Recorde do campeonato | Recorde do campeonato (Championship record)  | Recorde da América    | Recorde da América (Americas)         | q                          | Classificado por melhor tempo (Qualified) |   |                                      |
| Melhor marca do ano   | Melhor marca do ano (World leading)          | Recorde asiático      | Recorde asiático (Asian)              | DNS                        | Não largou (Did not start)                |   |                                      |
| Recorde nacional      | Recorde nacional (National record)           | Recorde europeu       | Recorde europeu (European)            | DNF                        | Não terminou (Did not finish)             |   |                                      |
| Recorde pessoal       | Recorde pessoal do atleta (Personal best)    | Recorde da Oceania    | Recorde da Oceania (Oceania)          | DSQ / DQ                   | Desclassificado (Disqualified)            |   |                                      |
| Recorde da temporada  | Recorde da temporada do atleta (Season best) | Recorde sul-americano | Recorde sul-americano (South America) | NM                         | Sem marca (No mark)                       |   |                                      |